# Ross Aloisi
Ross Aloisi (17 de abril de 1973 en Adelaida) es un exfutbolista australiano que jugaba como centrocampista, y actual entrenador. Su hermano menor John también es jugador de fútbol.
Tuvo una extensa carrera de 19 años en la que jugó en 16 clubes. Además de desempeñarse en varios equipos de Australia y Nueva Zelanda, tuvo pasos por el Boom de Bélgica, el Aarau suizo, el Lorient de Francia, el Grazer austriaco, el Alzano Seriate y el Pro Sesto de Italia y el Selangor malayo. Dentro de sus mayores logros están la obtención de la National Soccer League y la NSL Cup en 1992 con el Adelaide City y el primer lugar en la fase regular de la A-League 2005-06 con el Adelaide United.
Internacional a nivel sub-17 y sub-23, disputó la Copa Mundial Sub-17 de 1989 y los Juegos Olímpicos de Atlanta 1996. Con los Socceroos jugó tres amistosos.

## Carrera como jugador
Debutó en 1989 jugando para el Adelaide City. En la temporada 1990-91 jugó seis partidos en la campaña del elenco que eventualmente perdió la final de la National Soccer League. En la siguiente edición, el Adelaide volvió a llegar a la final, y con mayor participación de Aloisi, esta vez logró ganar la final por el título. Tras el éxito en la liga, tuvo un paso por el Modbury Jets en 1992 y el Enfield City en 1993 hasta que viajó a Bélgica para jugar en el Boom. Disputó apenas cuatro partidos y regresó a Australia en 1994 para jugar en el Brunswick Juventus.
Ese año volvió a su ciudad natal tras firmar con el Adelaide Sharks. Después de disputar más de 50 partidos con el club, Ross decidió apostar a una carrera en Europa, por lo que viajó a Suiza para incorporarse al Aarau en 1996. Tras disputar 34 partidos fue adquirido por el Lorient francés en 1997, donde solo llegó a afrontar un único encuentro. En 1999 pasó al Grazer de Austria, club que ayudó a alcanzar la segunda ronda en la Copa UEFA. En el 2000 partió a Italia para vestir los colores del Alzano Seriate primero y del Pro Sesto después. En 2003 decidió regresar a Australia al firmar con el Adelaide United.
En 2004, tras un corto paso por el White City, jugó seis meses en el Selangor de Malasia. En 2005 se convirtió en el capitán del Adelaide United, que ahora competía en la A-League. Con el elenco logró el primer puesto en la fase regular en la A-League 2005-06. En 2007, tras dejar el club de manera polémica, firmó con el recientemente fundado Wellington Phoenix, club neozelandés creado para disputar la A-League australiana. Tras una temporada en el club, se retiró en 2008.

### Clubes
| Club                          | País          | Año         |
| ----------------------------- | ------------- | ----------- |
| Adelaide City                 | Australia     | 1989 - 1991 |
| Modbury Jets                  | Australia     | 1992        |
| Enfield City Falcons          | Australia     | 1993        |
| K. Boom FC                    | Bélgica       | 1993        |
| Brunswick Juventus            | Australia     | 1993 - 1994 |
| Thomastown Devils             | Australia     | 1994        |
| Adelaide Sharks               | Australia     | 1994 - 1996 |
| FC Aarau                      | Suiza         | 1996 - 1997 |
| Football Club Lorient         | Francia       | 1997 - 1999 |
| Grazer AK                     | Austria       | 1999 - 2000 |
| Virtus Bergamo Alzano Seriate | Italia        | 2000 - 2002 |
| SSD Pro Sesto Calcio          | Italia        | 2002 - 2003 |
| Adelaide City                 | Australia     | 2003 - 2004 |
| White City FC                 | Australia     | 2004        |
| Selangor FA                   | Malasia       | 2004        |
| Adelaide United Football Club | Australia     | 2005 - 2007 |
| Wellington Phoenix            | Nueva Zelanda | 2007 - 2008 |

### Selección nacional
Fue convocado para representar a la selección australiana sub-17 en la Copa Mundial Sub-17 de 1989. Aloisi jugó solamente 39 minutos en el empate 2-2 ante los Estados Unidos.
Participó en la clasificación de Australia a los Juegos Olímpicos de Atlanta 1996, en el que marcó cinco goles en cinco partidos disputados. Jugó también en el repechaje ante Canadá, del que los Olyroos salieron exitosos por un resultado global de 7-2. Ya en las Olimpíadas, disputó los tres encuentros que su selección jugó. En total acumuló 14 presentaciones con la selección sub-23.
Con el seleccionado mayor hizo su debut en 1994 en un amistoso ante Kuwait que terminó 0-0, y cinco días después volvió a jugar ante Japón. La tercera y última presentación de Ross con los Socceroos se produjo en 1998 en una derrota por 7-0 ante Croacia.

## Carrera como entrenador
En 2010 se convirtió en el entrenador del West Adelaide. Luego de tres años al mando del equipo fue contratado para ser el director técnico del equipo de la W-League, el equivalente femenino a la A-League, del Adelaide United. En 2015 dejó el club para ser asistente de su hermano John en el Brisbane Roar.

### Clubes
| Club                            | País          | Año             |
| ------------------------------- | ------------- | --------------- |
| West Adelaide                   | Australia     | 2010 - 2013     |
| Adelaide United W-League        | Australia     | 2013 - 2015     |
| Brisbane Roar (asistente)       | Nueva Zelanda | 2015 - 2022     |
| Yokohama F. Marinos (asistente) | Japón         | 2022 - 2023     |
| Brisbane Roar                   | Nueva Zelanda | 2023 - Presente |